# Plezjozaur
Plezjozaur (Plesiosaurus) – rodzaj średniej wielkości plezjozaura z Plesiosauridae. Żył we wczesnej jurze (synemur) na terenach obecnych Anglii i Niemiec. Cechował się długą i smukłą szyją, krótkim, krępym tułowiem, krótkim ogonem i dwiema parami wydłużonych płetw.

## Morfologia

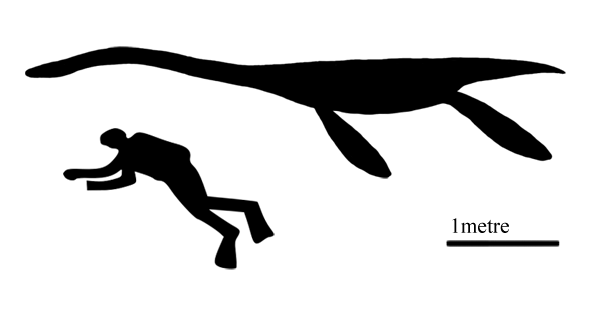
Porównanie wielkości plezjozaura i człowieka

Plesiosaurus osiągał długość od 3,5 do 5 m. Jego pysk był krótki, lecz gad ten był w stanie rozwierać szczęki bardzo szeroko. W zębodołach żuchwy osadzone były 24 pary niewielkich, ostrych, okrągłych w przekroju zębów, a pięć par znajdowało się w kości przedszczękowej. Szyja, mimo iż długa i smukła, zdaje się być raczej mało elastyczna, gdyż kręgi są płasko zakończone. Składała się z około 40 żeber szyjnych i stanowiła do 150% długości tułowia. Od większości innych przedstawicieli Plesiosauroidea odróżniał się stosunkowo mniejszą czaszką (16–19 cm długości), krótszą w regionach oczodołowym i skroniowym.
Wydłużone płetwy plezjozaura składały się z pięciu palców, ze stosunkowo dużą liczbą kości przypominających paliczki. Skamieniałe odciski skóry plezjozaura wskazują, że była ona gładka, a nie łuskowata. Nozdrza wewnętrzne znajdowały się niemal dokładnie pod zewnętrznymi. Według O'Keefe'a wiele plezjomorficznych cech osteologicznych łączy plezjozaura z rodzajem Thalassiodracon, jednak nie były one ze sobą blisko spokrewnione.

## Klasyfikacja
Obecnie przeważnie wyróżnia się jeden gatunek wchodzący w skład rodzaju Plesiosaurus – pozostałe zostały włączone do innych rodzajów (m.in.: Archaeonectrus, Attenborosaurus, Eretmosaurus, Eurycleidus, Microcleidus, Peloneustes, Rhomaleosaurus, Thalassiodracon) lub zostały uznane za młodsze synonimy już nazwanych. O'Keefe uznawał trzy gatunki Plesiosaurus: typowy P. dolichodeirus, P. guilelmiimperatoris i P. brachypterygius, jednak dwa ostatnie bywają klasyfikowane w odrębnych rodzajach Seeleyosaurus i Hydrorion.
Plesiosaurus jest jednym z przedstawicieli rodziny Plesiosauridae, obejmującej również – według Ketchuma i Bensona (2010) – rodzaje Seeleyosaurus, Hydrorion, Microcleidus i Occitanosaurus. Według analizy przeprowadzonej przez O'Keefe'a Plesiosaurus jest taksonem siostrzanym dla wszystkich pozostałych Plesiosauroidea.

## Paleobiologia i paleoekologia
Plezjozaury te żywiły się prawdopodobnie głównie rybami – co ułatwiało im przystosowane do tego celu uzębienie oraz długa szyja. Połykały zdobycz w całości, nie przeżuwały. Brak jednak pancerza i stosunkowo niewielkie rozmiary narażały je na ataki większych drapieżników, takich jak m.in. daleko z nimi spokrewnione pliozaury. Najprawdopodobniej plezjozaury były w stanie przez krótki czas przebywać poza wodą, np. w celu złożenia jaj. Jednak znalezisko gatunku  Polycotylus latippinus (Cope), zinterpretowane przez O’Keefe i Chiappe jako ciężarna samica ze znajdującym się wewnątrz jej ciała płodem wskazuje, że ten dość blisko spokrewniony z plezjozaurami gatunek był żyworodny i w związku z tym nie składał jaj.
Nozdrza wewnętrzne znajdowały się niemal dokładnie pod zewnętrznymi, co sugeruje, że Plesiosaurus – w przeciwieństwie do plezjozaurów takich jak kryptoklid czy Rhomaleosaurus – nie był w stanie wyczuwać zapachów pod wodą.

## Historia odkryć
Wiele doskonale zachowanych i niemal kompletnych szkieletów odkryła na klifach w Lyme Regis angielska paleontolog Mary Anning. W 1821 roku Plesiosaurus („bliski jaszczur”) został oficjalnie opisany. Jako że był pierwszym opisanym plezjozaurem, wiele skamieniałości przedstawicieli innych taksonów również błędnie zaliczano do rodzaju Plesiosaurus. Holotypem gatunku typowego, P. dolichodeirus, jest NHM 22656 (dawniej BMNH 22656), pochodzący z synemuru Lyme Regis.